# Silicio sobre aislante
Silicio sobre aislante (SOI, silicon on insulator) es una tecnología de fabricación microelectrónica en la que se sustituye el sustrato tradicional de fabricación de obleas de silicio monocristalino, por un sándwich de capas de semiconductor, aislante y semiconductor. 
Esta técnica reduce las capacidades parásitas de los circuitos fabricados, reduce el riesgo de enclavamiento en los circuitos lógicos CMOS, y mejora la escalabilidad de los circuitos integrados. El aislante empleado suele ser típicamente dióxido de silicio o, en aplicaciones en las que se busca resistencia frente a la radiación, zafiro. 
Las láminas de semiconductor suelen ser de silicio, aunque se buscan nuevas alternativas para mejorar las prestaciones de los dispositivos introduciendo nuevos materiales semiconductores como silicio tenso y aleaciones de silicio/germanio.
Dependiendo del espesor de la lámina de silicio sobre el aislante se distinguen dos tipos de tecnología SOI. Si la lámina de silicio tiene una ausencia total de portadores móviles (electrones o huecos) se habla de FD-SOI (SOI totalmente descargado); si cuenta con una presencia parcial de portadores móviles será PD-SOI (SOI parcialmente descargada). La tecnología FD-SOI es muy prometedora para la miniaturización de los dispositivos electrónicos, mientras que la PD-SOI muestra sus ventajas en la fabricación de transistores que deban operar a altas frecuencias (como en microprocesadores) así como en la fabricación de memorias de un solo transistor (1T-DRAM).
El uso de SOI tiene la ventaja de no requerir apenas cambios en el proceso de fabricación de los circuitos integrados más allá de utilizar obleas SOI distintas de las tradicionales. Su principal inconveniente es el coste: las obleas SOI son significativamente más caras que las ordinarias.